# مسبح أزور
مسبح أزور هو أحد المسابح في مدينة بريبيات المهجورة في أوكرانيا، والتي تأثرت بكارثة تشيرنوبيل النووية عام 1986.